# Hindola borneensis
Hindola borneensis är en insektsart som först beskrevs av Baker 1927.  Hindola borneensis ingår i släktet Hindola och familjen Machaerotidae. Inga underarter finns listade i Catalogue of Life.